# 郭勛
郭 勛（かく くん、成化11年（1475年） - 嘉靖21年（1542年）10月）は、明の武将。明建国の功臣である郭英の6世の孫で、爵位から武定侯とも呼ばれた。

## 経歴
正徳3年（1508年）に爵位を継ぎ、正徳5年（1510年）には安化王の乱の鎮圧に対する功績の大きさから太保の称号を与えられた。正徳6年（1511年）に母が亡くなったときに当時の内閣首輔である李東陽が墓碑銘を作成して、郭勛のことを清廉で慎み深く兵馬を良く統率したことを記している。正徳16年（1521年）には北京における軍の司令官である提督団営総兵官に任ぜられ、正徳帝崩御の折には許泰・王憲と共に北京の防衛にあたり、嘉靖帝婚姻の際には蒋冕・費宏と共に納采の使者を務めるなど武官・勲臣（本人もしくは祖先の功績で爵位を与えられて軍を率いた臣下）として有力な存在であった。
大礼の議では嘉靖帝の意向に積極的な支持を表明しなかったが、張璁が皇帝の意向に臣下一同賛同すべきではないかと述べた際に郭勛が最初にこれに同意する意見を述べた（『明倫大典』）ことから嘉靖帝の信任を得た。
嘉靖8年（1529年）2月、郭勛が収賄の疑いを受けて嘉靖帝の怒りを買った際に開き直りと取れる発言を行い、軍制改革で郭勛と対立する内閣大学士楊一清の意見もあって官爵を剥奪される。しかし、間もなく楊一清は失脚し、また大礼の議後の礼制改革に伴う新たな設備の造営のために正徳帝の陵墓の造営責任者であった郭勛を工事責任者として起用したい嘉靖帝の意向により、嘉靖9年（1530年）5月に呼び戻された。郭勛も道教の方士と親交が深く自らも青詞に詳しかったことから嘉靖帝に気に入られ、また大礼の議の教訓から自らの意向に忠実な寵臣を増やしたいと考える嘉靖帝にとって実績ある武官である郭勛は自己の主張に対する翼賛者として期待できる存在でもあった。
それ以降、郭勛は武臣の筆頭として提督団営総兵官に復帰し、嘉靖15年（1536年）には太師の称号を与えられ、嘉靖18年（1539年）に翊国公に封じられる。しかし、郭勛と不仲であった夏言が内閣首輔になると、両者は激しく対立して互いに非難を繰り返した（夏言は縁戚関係にあった費宏の失脚に張璁や桂萼・霍韜・郭勛が関与していると疑っていた）。そして、夏言の意向を受けた役人によって嘉靖20年（1541年）に逮捕され、翌年獄中にて死去した。郭勛の家は取り潰されたものの、夏言が処刑されると子の郭守乾が武定侯を再興することが許され、子孫は続いている。
なお、郭勛は『水滸伝』や『三国志演義』の刊行に関わったことで知られ、『水滸伝』の真の作者を郭勛とする説も存在する。